# Ludmila Danzerová-Dvořáková
Ludmila Danzerová-Dvořáková (11. června 1859 Praha – 11. února 1917 tamtéž) byla česká divadelní herečka, režisérka a pedagožka, dlouholetá členka činohry Národního divadla v Praze, významná postava rozvoje českého divadla a divadla v Čechách obecně.

## Život

### Mládí
Narodila se v Praze. Roku 1874 v patnácti letech poprvé vystoupila jako členka ochotnického souboru v tehdejším Švestkově divadle u chrámu sv. Mikuláše na Starém Městě. Herectví studovala u německé herečky Anny Wirsingové-Hauptmannové a také německého herce Ferdinanda A. Dessoira. Roku 1883 se stala členkou Dessoirova profesionálního souboru působícího v Postupimi. Následně působila v městských divadlech v Heidelberku a v Teplicích.

### Národní divadlo

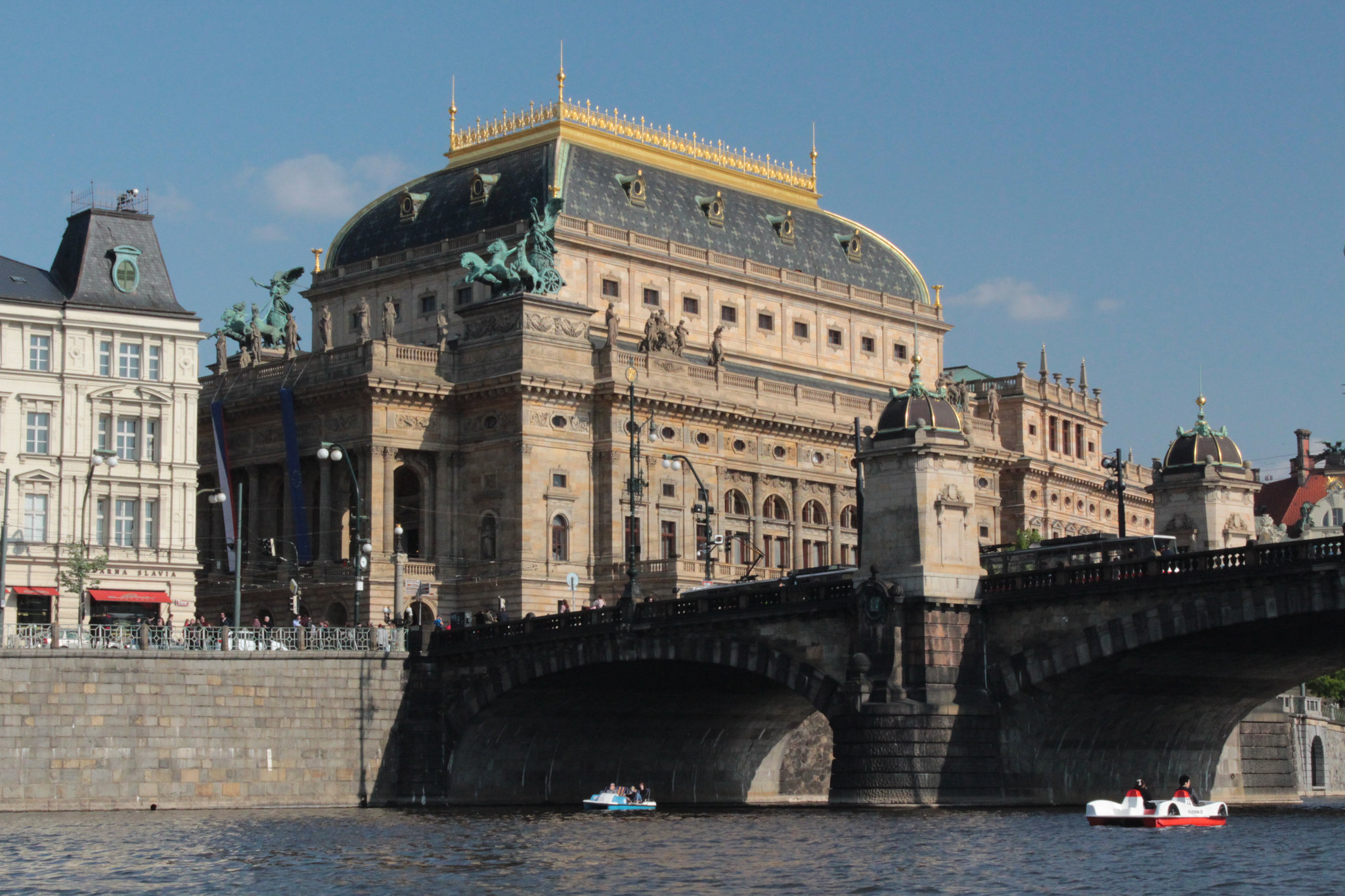
Národní divadlo v Praze

Roku 1887 byla dramaturgem Ladislavem Stroupežnickým přizvána k hostování v Národním divadle pod vedením nového ředitele Jan Maýra. Své první divadelní vystoupení zde absolvovala rolí Kateřiny v inscenaci Zkrocení zlé ženy Williama Shakespeara. Již v první inscenaci, kde byla angažována, herecky vynikla, ihned tedy přijala nabídku stálého angažmá.
Za svou kariéru v Národním divadle ztvárnila na 90 titulních i vedlejších rolí v činoherních představeních. Spolupracovala s předními profesionály českého divadla v Praze, sama zde platila za přední českou charakterní herečku. Provdala se za Jana Hugo Dvořáka.
Svou profesionální kariéru zakončila hostováním v úspěšném představení Vina v roli Paní Mařákové. Následně se pak věnovala pedagogické činnosti a výuce herectví, mezi její žačky patřila například herečky Milada Smolíková či Eva Vrchlická.
Roku 1916 se pak v rámci Jarních slavností na Velkopřevorském náměstí v Praze ujala režie inscenace hry Elišky Peškové Jen mimochodem.

### Úmrtí
Ludmila Danzerová-Dvořáková zemřela 11. února 1917 v Praze ve věku 57 let. Pohřbena byla žehem v krematoriu v Žitavě, neboť kremaci tehdejší rakousko-uherská legislativa zakazovala.

## Hlavní role v Národním divadle (výběr)
- Antigona, Sofokles: Antigona
- Lady Macbeth, Shakespeare: Macbeth
- Jenovefa, Klicpera: Hadrián z Římsů